# Orenburg guvernement
Orenburg guvernement var et guvernement i det østlige Rusland på grænsen til Sibirien, 1744-1928.
Det havde et areal på 191.179 km2 og talte 2.093.200 indbyggere i 1911, hovedsagelig russere, basjkirer (16 %) og kirgisere (omkring 6 %), desuden mordviner, teptjarer, tjuvasjer, ukrainere og andre. 22 % var muslimer.

## Terræn
Landet var dels et skovbevokset bjergland, gennemskåret af de sydlige Uralbjerges brede bakker samt i sydvest af bakkekammen Obsjtjij syrt, dels et nøgent steppeland, som i vest gennemrejstes af basjkirer, i sydøst af kirgiser. De mange vandløb samlede sig i vest til Karnas biflod Bjelaja, i midten til Uralfloden, i øst til Tobol. Desuden fandtes omkring 1.500 søer, hvoraf 100 saltsøer. Omkring 20 % af arealet var skovdækket og 36 % ager.

## Næringsliv
Jern- samt kobber-, sølv- og blymalme samt guldførende sand og salt i søerne udgjorde landets mineralråstoffer. I 1901 blev udvundet 2.657 kg guld ved vaskning og 1.722 ved brydning, af jernmalm 133.000 ton og af kobbermalm 13.251 ton. Orenburg havde den største husdyrbestand i Rusland. Industrien var ubetydelig, men stor betydning havde guvernementet som mellemled i den centralasiatiske og russiske karavanehandel, den østlige del af guvernementet (92.781 km2) tilhørte de orenburgske kosakker, som udgjorde 22 % af hele befolkningen.

## Historie
Guvernementet beboedes tidligere af kirgiser i syd og basjkirer i nord. De sidst nævnte gav sig i 1557 under russisk herredømme, og Ufa blev anlagt som fæstning for at beskytte dem mod kirgiserne. I 1700-tallet oprettede den russiske regering i landet en række befæstninger og blokhuse, hvis midtpunkt blev fæstningen Orenburg. I 1774 organiseredes landet til et særskilt guvernement, hvorfra i 1865 udskiltes guvernementet Ufa og senere Kirgissteppen på venstre bred af Uralfloden.